# 4010 Nikolʹskij
4010 Nikolʹskij este un asteroid din centura principală, descoperit pe 21 august 1977 de Nikolai Cernîh.